# Calciumaluminate

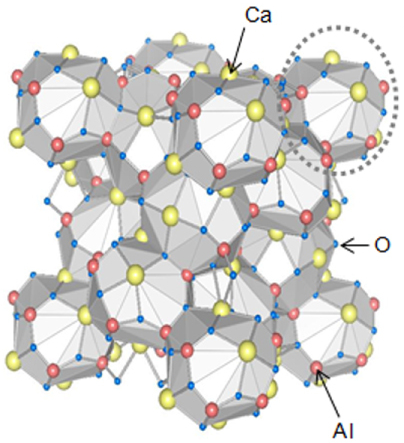
12CaO·7Al_{2}O_{3} (C12A7).

Calciumaluminate sind Verbindungen von Calciumoxid (oder Calciumhydroxid) und Aluminiumoxid (oder Aluminiumhydroxid) von unterschiedlicher Zusammensetzung. Sie spielen in der Bauchemie als reaktive Verbindungen eine große Rolle und sind als wasserfreie Oxide  Bestandteil von Zementen. Grundsätzlich gibt es gebrannte (gesinterte) Calciumaluminate und chemisch gefällte Calciumaluminat-Hydrate (Hydroxide).

## Herstellung
Gebrannte Calciumaluminate entstehen durch Brennen von Kalkstein und Aluminiumoxid bzw. Bauxit in Drehrohöfen oder in Lichtbogenöfen bei Temperaturen von über 1500 °C. Es bilden sich Tonerdezemente mit unterschiedlichem Verhältnis an CaO : Al2O3:
- CaO * Al2O3       [CA]
- 3CaO * Al2O3     [C3A]
- CaO * 2Al2O3     [CA2]
- 12CaO * 7Al2O3  [C12A7]

(Alternativ in der Schreibweise der Bauchemie)    
Chemisch gefällte Calciumaluminate werden aus Natriumaluminat-Lösung durch Zugabe von Calciumoxid oder Calciumhydroxid als Präzipitat gewonnen. Auch dabei können je nach CaO : Al2O3 - Verhältnis unterschiedliche Verbindungen entstehen.
- Ca3Al2(OH)12 = Tricalciumaluminat-Hydrat bzw. [3CaO * Al2O3 * 6 H2O]
- Ca4Al2(OH)14 = Tetracalciumaluminat-Hydrat bzw. [4CaO * Al2O3 * 7 H2O]

## Verwendung
Die gebrannten Calciumaluminate werden als hochwertige, schnell abbindende Tonerdezemente mit hoher Festigkeit verwendet, in Kombination mit Portlandzement auch als Schnellzement. Die wasserfreien Calciumaluminate hydratisieren (Hydratation) beim Abbinden von Zement (exothermer Prozess, ähnlich wie das Löschen von CaO) und bilden verschiedene Hydrate.
Tricalciumaluminat-Hydrat kommt auch als mineralisches „Katoit“ vor und dient als gefälltes Präzipitat als Ausgangssubstanz zur Herstellung von Calciumaluminatsulfat (synthetischer Ettringit). Als Reaktionsprodukt und Phasenbestandteil spielt es in der Zementchemie beim Abbinden und Verfestigen von Beton als Beschleuniger eine bedeutende Rolle. 
Dabei reagieren die Calciumaluminat-Hydrate mit Sulfat-Trägern wie Gips oder Anhydrit und bilden in Stufen das für die Erstarrung von Zement wichtige Ettringit.